# Pelikanov rep (letalo)
Pelikanov rep je eksperimentalna konfiguracija repa, ki bi se uporabljala na reaktivnih lovskih letalih. Koncept je razvil Ralph Pelikan, po katerem je tudi poimenovan. Pelikanov rep so predlagali za JSF lovca 5. generacije Boeing X-32, vendar so X-32 pozneje preklicali.
Pelikanov rep uporablja samo dve kontrolni površini. Boeingovi inženirji so ugotovili, da bi imela ta konfiguracija večjo kontrolo po višini (pitch) pri velikih vpadnih kotih in manjšo radarsko opaznost.Vendar pa bi uporaba dveh večjih površin namesto štirih manjših dejansko povečala težo za okrog 400 kg.